# Cimetière parisien de La Chapelle
Le cimetière parisien de La Chapelle est un des six cimetières parisiens extra muros.

## Emplacement
Son entrée est située au 38, avenue du Président-Wilson à Saint-Denis, où débouche l'avenue du Cimetière. Il est délimité au sud par une friche riveraine de l'impasse Marteau, et au nord par la ligne de La Plaine à Pantin, le long de l'avenue des Magasins-Généraux. Sa conservation est rattachée au cimetière parisien de Saint-Ouen.

## Description

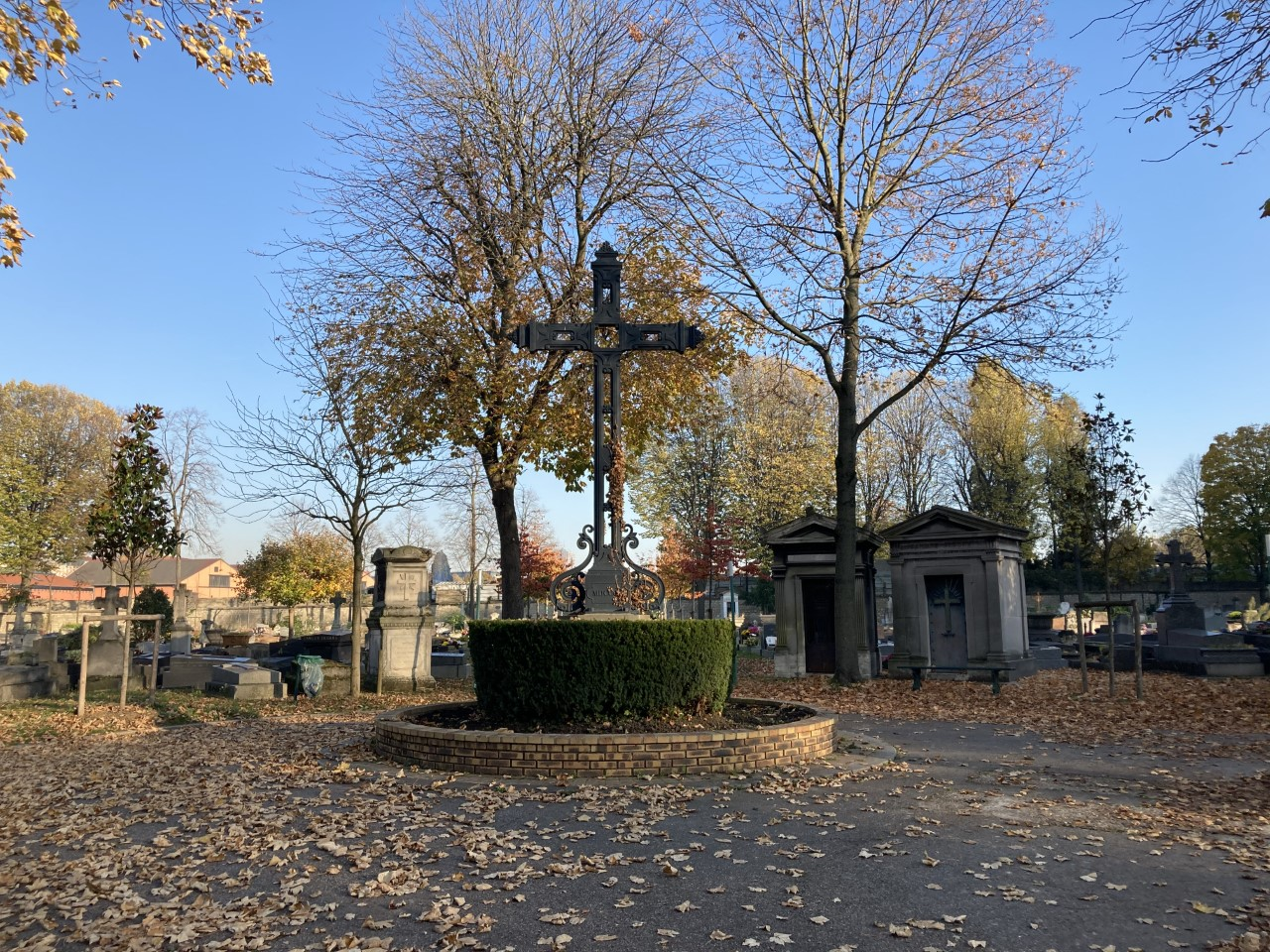
Place centrale du cimetière avec sa croix de calvaire du milieu du XIXe siècle.

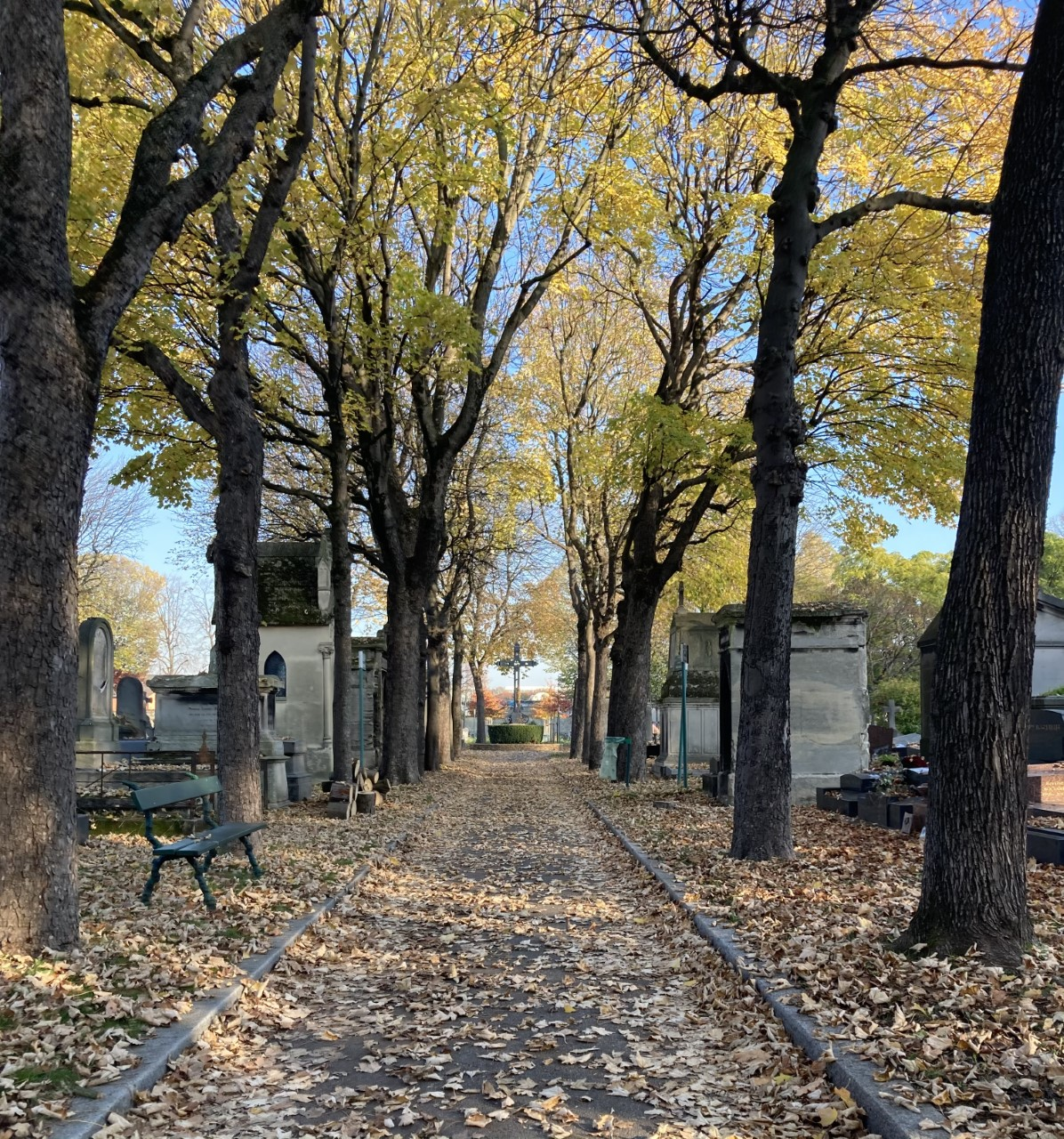
Allée principale.

L'accès, au bout d'une avenue arborée, se fait par un portail ressemblant à celui du cimetière du Père-Lachaise, édifié à la même époque. Deux colonnes ornées de médaillons, encadrent une large entrée destinée aux convois funèbres, tandis que les murs latéraux, symétriques, sont percées d'entrées pour les piétons.
Sur ces deux piliers sont gravés les inscriptions:
```
SANCTA ET SALUBRIS
COGITATIO  DEFUNCTIS
EXORARE 
II. Machab. XII. 46
```

```
QUI CREDIT IN ME
ETIAM SI MORTUUS
FUERIT VIVET  
Jean 11:25
```

D'une superficie de « 2 hectares, 10 ares, 19 centiares » (21 019 m2), son plan dessine un quadrilatère presque régulier, découpé en quatre secteurs identiques par deux allées perpendiculaires, appelées allée principale, dans l'axe de l'entrée, et allée centrale, et qui se rencontrent sur une placette ornée d'une grande croix de fonte.
Il est planté de près de trois cents arbres, tilleuls, érables, marronniers et sophoras, le long des allées intérieures et extérieures qui sont nommées allées du Nord, de l'Est, du Midi et de l'Ouest. La sépulture de la famille Bariot, avec une pleureuse en bronze, est signalée comme tombe remarquable (division 13).

## Historique

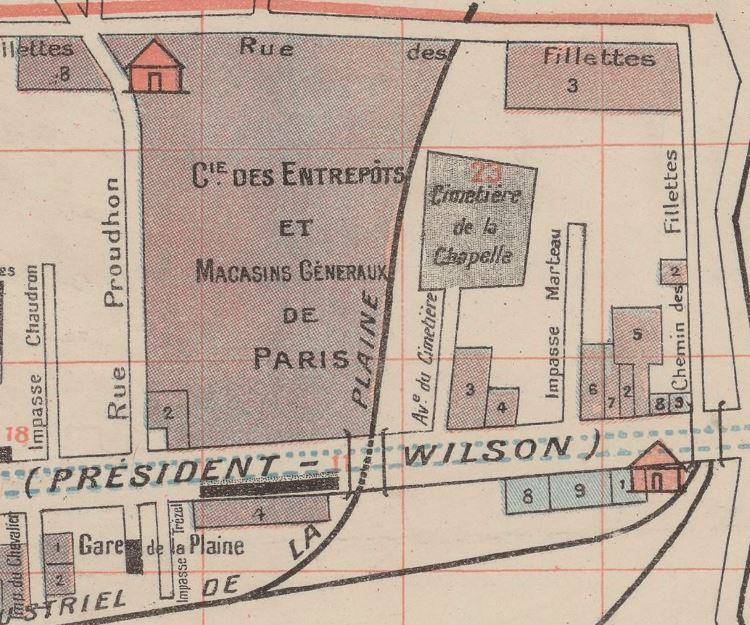
Cimetière de La Chapelle en 1920 (Bibliothèque nationale de France).

Son emplacement est acquis en vertu d'un décret d'utilité publique du 8 octobre 1849. Ouvert le 12 juin 1850, c'est le quatrième cimetière de l'ancien village de La Chapelle.
À partir du début du XIIIe siècle et pendant cinq cents ans, le cimetière de La Chapelle s'étendait devant l'Église Saint-Denys de la Chapelle. Le deuxième cimetière de cette commune fut installé à l'emplacement de l'actuelle place de Torcy.
Le décret-loi du 23 prairial an XII (21 juin 1804) interdit l'inhumation intra-muros et attribua les anciens cimetières à l'espace communal. Celui-ci fut donc fermé et les sépultures déplacées vers le nouveau cimetière Marcadet.
La majeure partie de la commune fut absorbée par Paris en 1859. Le cimetière actuel fut donc créé, succédant au cimetière Marcadet depuis lequel sont transférées les concessions perpétuelles et trentenaires, ainsi les tombes d'anciens notables de La Chapelle, anciens maires et anciens curés.
De 1876 à 1883, il reçut les inhumations des IIe, Xe, XIe, XVIIIe et XXe arrondissements.
En 1881, son agrandissement est envisagé par la préfecture de la Seine, qui doit néanmoins y renoncer en 1883 devant l'opposition de la municipalité de Saint-Denis et du député de la Seine Camille Sée, ancien sous-préfet de l'arrondissement de Saint-Denis,.

## Personnalités inhumées

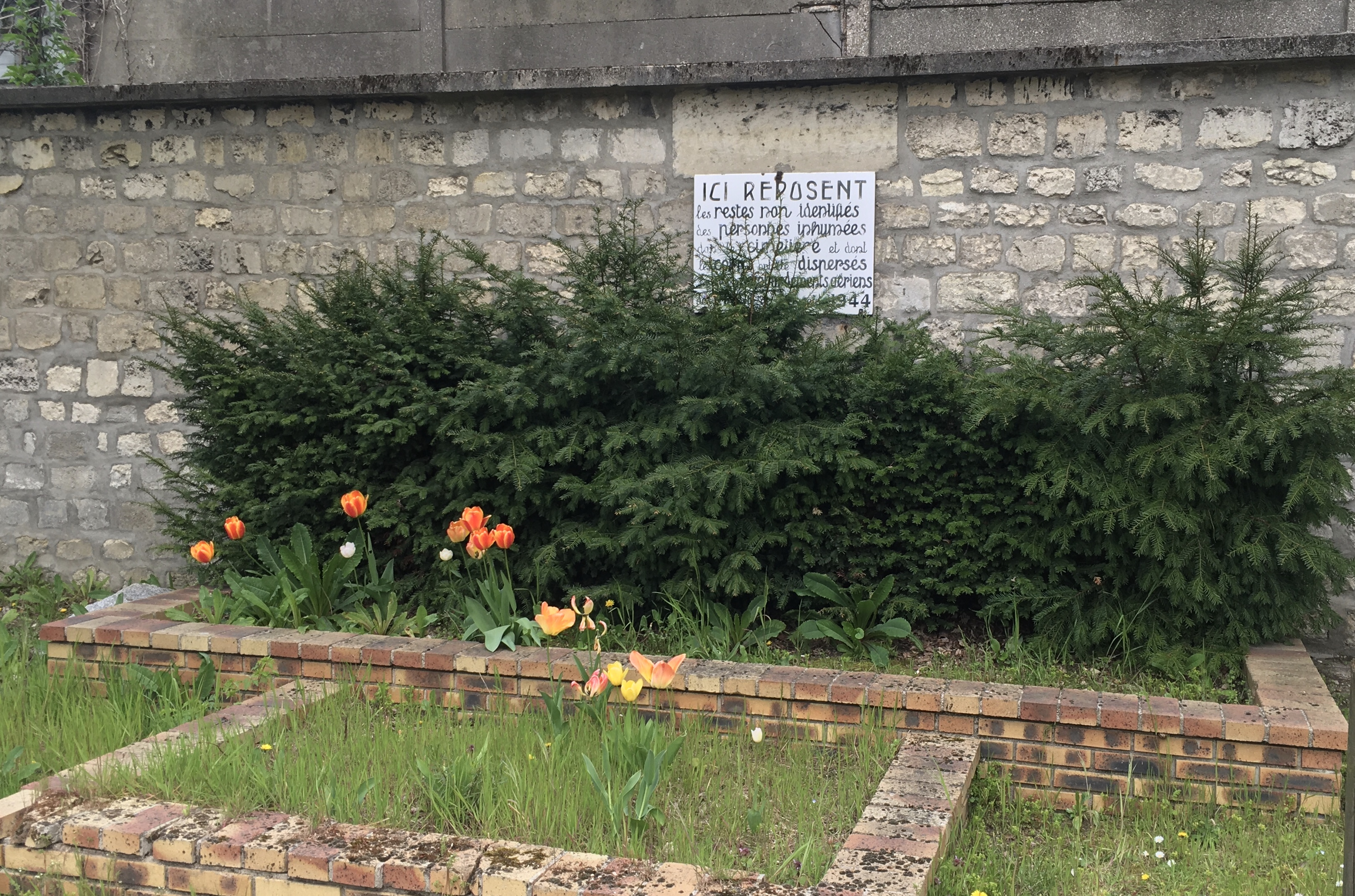
Sépulture collective pour les victimes non identifiées du bombardement du 21 avril 1944.

Le plus petit cimetière parisien extra-muros possède huit divisions qui abritent plus de 3 300 concessions.
Y reposent notamment :
- l'homme de lettres Paul Carrère (1872-1951), division 4 ;
- l'acteur et collectionneur Georges Dorival (1871-1939), division 13 ;
- le peintre Gabriel Guay (1848-1923), division 1 ;
- le champion de plongeon Eugène Lenormand (1891-1974) et la championne de plongeon Louise Lenormand (1901-1995), division 8 ;
- le peintre Pierre Eugène Montézin (1874-1946), division 2 ;
- l'homme de lettres Léon Néel (mort en 1937), division 7 ;
- le lithographe René Péan (1875-1955), division 6 ;
- le bibliographe stendhalien Adolphe Paupe (1854-1917) ;
- le peintre Louis-Charles Spriet (1864-1913), division 3 ;
- le peintre russe Théodore Tchoumakoff (1827-1911), division 1 ;
- l'acteur Jacques Varennes (1894-1958), division 4 ;
- l'instituteur puis sergent Ernest Charles Marie Fenot,croix de guerre avec citation: "sous officier d élite, esclave du devoir, au front depuis le début de la campagne, a été tué à son poste de combat dans la nuit du 16 au 17 juin 1918"

On y trouve aussi un monument à la mémoire des victimes des bombardements alliés de la Seconde Guerre mondiale, notamment du bombardement aérien du 21 avril 1944 sur le quartier de la Chapelle par l’aviation anglo-américaine, qui fit 642 morts et 2 000 blessés,,.

## Moyens d'accès
- Ligne 12 du métro de Paris par les stations Front populaire et Porte de la Chapelle
- Ligne 3b du tramway d'Île-de-France par la station Porte de la Chapelle